# Minas Ithil
Minas Ithil (‘torre de la Luna’ en sindarin) es una ciudad-fortaleza ficticia creada por el escritor británico J. R. R. Tolkien para su legendarium. Tras caer bajo el influjo de la Sombra, comenzó a ser conocida como Minas Morgul (‘torre de la magia oscura’). En su momento de esplendor tuvo aproximadamente diez mil habitantes (como Minas Ithil).

## Historia ficticia

### Como Minas Ithil
En el año 3320 S. E., Isildur, hijo de Elendil, fundó la ciudad de Minas Ithil en la región de Ithilien, sobre una estribación de las Montañas de la Sombra, en la frontera con Mordor, con el objetivo de controlar esa entrada a Mordor. La ciudad se convirtió en la capital de la región, y fue gobernada por el mismo Isildur.

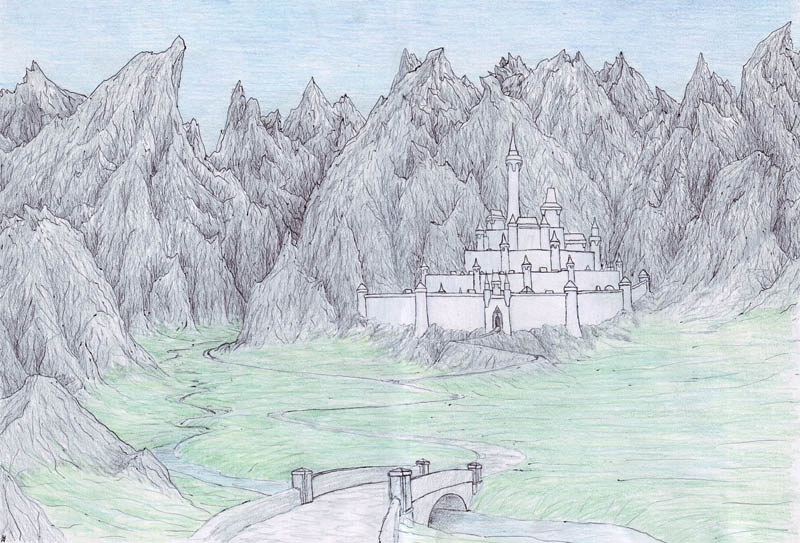
Minas Ithil, por Matěj Čadil.

En el año 3429 S. E. Sauron realiza un ataque definitivo a la ciudad, en el que logró capturarla. Isildur escapó, reuniéndose con su padre en Eriador. Tras la Guerra de la Última Alianza en la que Sauron fue derrotado a manos de Isildur, los numenoréanos vuelven a ocupar Minas Ithil por muchos siglos más.
Sin embargo, en el año 1636 T. E. la peste dejó la ciudad prácticamente despoblada.

### Como Minas Morgul

El emblema de Minas Morgul mostraba «una Luna desfigurada en una horrible efigie de la muerte».

Aprovechándose de la circunstancia anterior, en el año 2000 T. E., el Señor de los Nazgûl lideró un ejército que atacó la ciudad, que es finalmente capturada y rebautizada como Minas Morgul (que significa ‘torre de la magia oscura’). Desde entonces, Sauron pasó a controlar la Palantir que allí se conservaba.
A partir de esa fecha, Minas Morgul se convierte en la fortaleza del Rey Brujo de Angmar, Señor de los Nazgûl, y un lugar de horror. Desde allí, décadas después, atacó varias veces la capital de Gondor, Osgiliath, a la que fue debilitando poco a poco, lo que obligó a Gondor a cambiar de capital, nombrando a Minas Anor como capital del reino y rebautizándola como Minas Tirith. Desde entonces, ambas ciudades, antes hermanas, estuvieron enfrentándose permanentemente. Hacia allí cabalgó Eärnur, último rey de Gondor, a contestar el desafío del Rey Brujo, y nunca se lo volvió a ver.
Frodo Bolsón describiría Minas Morgul, siglos más tarde, como una ciudad fantasmal, que causaba terror el solo mirarla, iluminada con un resplandor espectral.
Es durante la Guerra del Anillo, en el año 3019 T. E., cuando desde Minas Morgul se inicia el ataque contra la ciudad de Minas Tirith. Frodo ve la salida del ejército tenebroso, liderado por el mismo Señor de los Nazgûl, pero él y su ejército caen derrotados en la Batalla de los Campos del Pelennor.
Tras la derrota de Sauron, Minas Morgul fue completamente destruida por órdenes del rey Elessar y ningún hombre habría de vivir en el valle de Morgul hasta que muchos años pasaran. No se especifica en el legendarium si Osgiliath o Minas Ithil fueron alguna vez reconstruidas.